# Perissomastix paramima
Perissomastix paramima är en fjärilsart som beskrevs av Edward Meyrick 1917. Perissomastix paramima ingår i släktet Perissomastix och familjen äkta malar. Inga underarter finns listade i Catalogue of Life.